# Кубок KBS
Кубок KBS (ранее — KBS Baduk Wang) — один из корейских титулов го. Спонсором турнира является теле-радио-компания Korean Broadcasting System, которая также обеспечивает проведение телевизионных трансляций партий с кубка. Турнир проводится по олимпийской системе с выбыванием после двух поражений среди 16 игроков, прошедших отборочный этап. Финал проходит в виде матча из трёх партий. Контроль времени в партиях составляет по 5 минут основного времени каждому игроку и бёёми.

## Победители турнира
| Игрок         | Кол-во побед в турнире | Годы                                                             |
| ------------- | ---------------------- | ---------------------------------------------------------------- |
| Чо Хунхён     | 12                     | 1980, 1981, 1984 - 1987, 1989, 1990, 1992, 1996, 1997, 1999      |
| Ли Чхан Хо    | 11                     | 1988, 1991, 1994, 1998, 2001, 2002, 2004, 2005, 2007, 2008, 2009 |
| Пак Чжон Хван | 3                      | 2010, 2011, 2012, 2013                                           |
| Ли Седол      | 2                      | 2006, 2014                                                       |
| Со Бонсу      | 1                      | 1983                                                             |
| Ю Чханхёк     | 1                      | 1995                                                             |
| Мок Джинсок   | 1                      | 2000                                                             |
| Сон Тхэкон    | 1                      | 2003                                                             |